# Савицкий, Юрий Александрович
Юрий (Георгий) Александрович Савицкий (30.01.1892 — после 1922 г.) — генерал-майор (1921), атаман Уссурийского казачьего войска с 4 июня 1921 г. Участник Первой мировой войны.
Окончил Хабаровский кадетский корпус (1910), Николаевское кавалерийское училище (1912), Николаевскую академию Генерального штаба.
В 1918 году в чине есаула занимал должность Начальника войскового штаба Уссурийского казачьего войска под командованием И. П. Калмыкова. В феврале 1920 года, когда Уссурийское казачье войско покидало Хабаровск, полковник Савицкий и войсковой старшина Клок изъяли из местного отделения банка 38 пудов, то есть более 600 кг, золота и передали его под расписку командиру японского пехотного полка полковнику Суги. Последний выдал расписку о приёме золота.
В конце 1920 г. возглавил Войсковое правительство уссурийского казачества с центром в посёлке Гродеково. Правительство Дальневосточной республики 2 апреля 1921 г. объявило Уссурийское правительство незаконным, а Савицкого Ю. А. — врагом народа, и перестало его финансировать. В мае 1921 г. выступил на стороне Приамурского временного правительства. В этом же году вёл переговоры с главой украинского правительства Зелёного Клина Юрием Глушко о создании на Дальнем Востоке единого казачье-украинского государства во главе с казачьим атаманом Г. М. Семёновым. Его воинские части участвовали в сражениях с Народно-революционной армией ДВР. 15 октября 1922 г. Ю. А. Савицкий во главе своих казачьих частей из Гродеково эвакуировался в Китай.